# Sons of the Silent Age
Pistes de "Heroes"
"Heroes"
(3) Blackout
(5)
Sons of the Silent Age est une chanson de David Bowie parue en 1977 sur l'album "Heroes".

## Histoire
La plupart des chansons de "Heroes" sont élaborées pendant l'enregistrement de l'album. Sons of the Silent Age est l'exception : Bowie arrive au studio Hansa de Berlin-Ouest avec cette chanson déjà écrite. Ses paroles, qui dépeignent un groupe d'individus évanescents, témoignent de l'influence de Jacques Brel, en particulier des chansons Fils de… (pour le titre) et Les Vieux. Comme les vieux de Brel, les personnages de Bowie « ne meurent pas, ils s'endorment un jour ». C'est à travers leurs adaptations en anglais pour la comédie musicale Jacques Brel Is Alive and Well and Living in Paris que Bowie a découvert les chansons de Brel dans les années 1960.
L'interprétation vocale se caractérise par le contraste entre les couplets, chantés sur un ton monocorde, et le refrain, où Bowie adopte un ton plus enlevé. Au sein de l'album, Sons of the Silent Age apparaît comme une pause entre "Heroes" au ton épique et Blackout avec ses guitares violentes.
Bowie n'interprète Sons of the Silent Age sur scène que lors du Glass Spider Tour, en 1987. Durant cette tournée, les refrains sont chantés par le guitariste Peter Frampton.
Au sein de la symphonie no 4 de Philip Glass, inspirée par l'album "Heroes", le quatrième mouvement est basé sur Sons of the Silent Age.

## Musiciens
- David Bowie : chant, chamberlin, saxophone ténor, chœurs (et ARP Solina ?)
- Brian Eno : EMS Synthi AKS (en), traitements de guitare
- Carlos Alomar : guitare
- George Murray : basse
- Dennis Davis : batterie, tambourin
- Tony Visconti : chœurs[1]